# Amphimedon flexa
Amphimedon flexa är en svampdjursart som först beskrevs av Gustavo Pulitzer-Finali 1982.  Amphimedon flexa ingår i släktet Amphimedon och familjen Niphatidae.
Artens utbredningsområde är Hongkong (Kina). Inga underarter finns listade i Catalogue of Life.